# Abalistes
Abalistes is een geslacht van straalvinnige vissen uit de familie van trekkervissen (Balistidae). Het geslacht is voor het eerst wetenschappelijk beschreven in 1906 door Jordan & Seale.

## Soorten
De volgende soorten zijn bij het geslacht ingedeeld:
- Abalistes filamentosus (Matsuura & Yoshino, 2004)
- Abalistes stellaris (Bloch & Schneider, 1801)
- Abalistes stellatus (1798)